# 王愛華
王愛華是一名美國醫生，耶魯醫學院醫學教授。她是耶魯SEICHE健康與正義中心主任。她於2022年獲得麥克阿瑟獎。

## 早年生活和教育
王愛華在哈佛大學取得學士學位。2003年，她前往杜克大學攻讀醫學專業，並在那裡完成學業。王愛華來到西海岸進行實習和住院醫師培訓，並最終在加利福尼亞大學舊金山分校獲得高級研究碩士學位。

## 職業生涯
在職業生涯之初，王愛華計劃專攻愛滋病治療，但她開始關注被監禁人群的健康不平等問題。當時，美國有一半的人有被監禁的家庭成員，而高監禁率社區的預期壽命較低。她開始在女子監獄做志願者，並將自己的職業生涯獻給社會正義。
王愛華領導健康與司法中心的研究計畫「健康司法實驗室」，研究監禁如何影響慢性健康。她對可以減輕監禁的干預措施很感興趣。她創建過渡診所網路，這是一個由保健中心組成的網路，為從教養所釋放的人提供護理。

## 榮譽
- 美國臨床調查學會（英语：American Society for Clinical Investigation）會士（2021）[7]
- 麥克阿瑟獎（2022）[8]
- 美國國家醫學院院士（2023）[4]

## 部分出版
- Christopher Wildeman; Emily A Wang. . 柳葉刀. 2017-04-01, 389 (10077): 1464–1474. ISSN 0140-6736. PMID 28402828. doi:10.1016/S0140-6736(17)30259-3. Wikidata Q39237659 （英语）.
- Emily A Wang; Clemens S Hong; Shira Shavit; Ronald Sanders; Eric Kessell; Margot B Kushel. . 美國公共衛生月刊. 2012-09, 102 (9): e22–9. ISSN 1541-0048. PMC 3482056 . PMID 22813476. doi:10.2105/AJPH.2012.300894. Wikidata Q58206583 （英语）.
- Hedwig Lee; Christopher Wildeman; Emily A Wang; Niki Matusko; James S Jackson. . 美國公共衛生月刊. 2014-01-16, 104 (3): 421–427. ISSN 1541-0048. PMC 3953802 . PMID 24432879. doi:10.2105/AJPH.2013.301504. Wikidata Q55205913 （英语）.